# Brazzers
Brazzers — канадская порностудия и одноимённый порносайт, предоставляющий платный доступ к порнографическим материалам. Согласно рейтингу Alexa Internet, сайт занимает 140-е место, входя в «Топ-500 по всему миру». Quantcast приводит рейтинг brazzers.com среди «100 лучших»[стиль]. Сайт имеет более 18 миллионов уникальных посетителей. Brazzers является одним из крупнейших порносайтов в интернете.
6 февраля 2017 года доступ к сайту на территории Российской Федерации был заблокирован по решению Большеглушицкого районного суда Самарской области от 31 октября 2016 года из-за жалобы на порнографическое содержание от замдиректора по научно-исследовательской работе и хозяйственной деятельности Тольяттинского государственного университета Руслана Охлопкова.

## Операции
Brazzers в настоящее время[когда?] возглавляет генеральный директор Feras Antoon, принадлежит и управляется компанией Mindgeek, официально зарегистрированной в Люксембурге.
Brazzers подвергался критике со стороны порно-индустрии за сотрудничество с такими сайтами, как Pornhub. В ответ, в 2009 году, Brazzers начал кампанию по борьбе с пиратством.
Компания была приобретена MindGeek в марте 2010 года.

## Награды
- 2009: AVN Award — Лучший порносайт[7]
- 2009: AVN Award — Best New Video Production Company
- 2009: AVN Award — Best Big Bust Release, Big Tits at School
- 2009: XBIZ Award — Партнёрская программа года[8]
- 2010: AVN Award — Best Big Bust Series, Big Tits at School[9]
- 2011: AVN Award — Best Membership Site Network[10]
- 2011: AVN Award — Best Big Bust Series, Big Tits at School[10]
- 2011: AVN Award — Best Vignette Release, Pornstar Punishment[10]
- 2013: AVN Award — Best Membership Site[11]
- 2014: AVN Award — Favorite Studio(Fan Award)[12]
- 2014: XBIZ Award — Studio Site of the Year[13]
- 2015: XBIZ Award — Adult Site of the Year — Multi-Genre (Brazzers.com)[14]
- 2016: XBIZ Award — Adult Site of the Year — Video (Brazzers.com)[14]
- 2017: XBIZ Award — Best Art Direction for Storm of Kings[14]